# Montreuil-sur-Thérain
Montreuil-sur-Thérain är en kommun i departementet Oise i regionen Hauts-de-France i norra Frankrike. Kommunen ligger i kantonen Noailles som tillhör arrondissementet Beauvais. År 2022 hade Montreuil-sur-Thérain 244 invånare.

## Befolkningsutveckling
Antalet invånare i kommunen Montreuil-sur-Thérain
| Referens: INSEE |